# Bohle River
Bohle River är ett vattendrag i Australien. Det ligger i delstaten Queensland, omkring 1 100 kilometer nordväst om delstatshuvudstaden Brisbane.
Runt Bohle River är det i huvudsak tätbebyggt. Runt Bohle River är det mycket tätbefolkat, med 1 056 invånare per kvadratkilometer. Savannklimat råder i trakten. Genomsnittlig årsnederbörd är 1 076 millimeter. Den regnigaste månaden är mars, med i genomsnitt 273 mm nederbörd, och den torraste är september, med 4 mm nederbörd.